# Noheji
Noheji (jap. 野辺地町 Noheji-machi) – miasto w Japonii, na północy Honsiu, w prefekturze Aomori i powiecie Kamikita. Ma powierzchnię 81,68 km². W 2020 r. mieszkały w nim 12 374 osoby, w 5 414 gospodarstwach domowych  (w 2010 r. 14 314 osób, w 5 751 gospodarstwach domowych) .

## Geografia
Miasteczko położone jest w środkowo-wschodniej części prefektury, nad zatokami Noheji-wan i Mutsu-wan, u nasady półwyspów: Natsudomari i Shimokita. Zajmuje powierzchnię 81,68 km².
Przez Noheji przebiegają drogi krajowe: 4, 180, 279 oraz linie kolejowe: Aoimori Tetsudō-sen i Ōminato-sen ze stacjami Noheji, Kita-Noheji i Arito.

Noheji w prefekturze Aomori

## Demografia
Według danych z 30 kwietnia 2014 roku miejscowość zamieszkiwało 14 313 osób, w tym 6 707 mężczyzn i 7 606 kobiet, tworzących 6 576 gospodarstw domowych.
| 1995   | 2000   | 2005   | 2010   | 2015   | 2020   |
| ------ | ------ | ------ | ------ | ------ | ------ |
| 15 969 | 16 012 | 15 218 | 14 314 | 13 524 | 12 374 |